# Enken (film fra 1915)
Enken er en dansk stumfilm fra 1915, der er instrueret af Alfred Cohn efter manuskript af Erling Stensgaard.

## Handling
Denne artikel mangler et handlingsreferat. Hjælp os med at skrive det.

## Medvirkende
- Alfred Cohn - Hansen, arbejdsløs
- Victoria Petersen - Madam Hansen
- Per Stensgaard - Anna, Hansens datter (som lille)
- Doris Johannessen - Anna, Hansens datter
- August Wehmer - Alfred Lund, læge
- Gerda Tarnow
- Nikoline Wantzin